# Allen Oldfather Whipple
Allen Oldfather Whipple (* 2. September 1881 in Urmia (Persien); † 6. April 1963 in Princeton, New Jersey) war ein US-amerikanischer Chirurg und Medizinhistoriker. Nach ihm wird die radikale Duodenopankreatektomie, eine Operation zur Behandlung von Bauchspeicheldrüsenkrebs, auch „Whipple-Operation“ oder „Kausch-Whipple-Operation“ genannt. Hierbei werden der Kopf der Bauchspeicheldrüse, die Gallenblase, Teile der Gallenwege, der Zwölffingerdarm und bisweilen Teile des Magens entfernt. Die 1938 von ihm angegebenen diagnostischen Kriterien des Insulinoms sind ebenfalls nach ihm als Whipple-Trias bezeichnet worden.

## Leben
A. O. Whipple wurde 1881 im Staatsgebiet des heutigen Iran als Sohn des Missionars-Ehepaares William Levi Whipple und Mary Louise Allen geboren. Er verbrachte 14 Jahre seiner Jugend in Persien. Nach Schule und College schrieb sich Whipple an der Princeton University ein, wo er bis 1904 studierte. Von dort ging er an das Columbia’s College of Physicians and Surgeons in New York, wo er 1908 einen Doktorgrad der Medizin erwarb. Die ersten Jahre seiner klinischen Ausbildung verbrachte er am Roosevelt Hospital und am Sloan Hospital in New York. 1910 begann er eine Tätigkeit als Chirurg.
Im Jahr 1921 wurde Whipple zum Professor der Chirurgie an der Columbia University in New York ernannt und wurde Chefchirurg am Presbyterian Hospital. Nach seiner Emeritierung im Jahre 1946 kehrte Whipple in den Nahen Osten zurück und widmete sich dort bis 1963 der Geschichte der Medizin.